# Légéville-et-Bonfays
Légéville-et-Bonfays est une commune française située dans le département des Vosges, en région Grand Est.

## Géographie
La commune se compose de 390,29 hectares de territoires agricoles (75,06 %) et 129,91 hectares de forêts et milieux semi-naturels  (24,98 %).

### Localisation

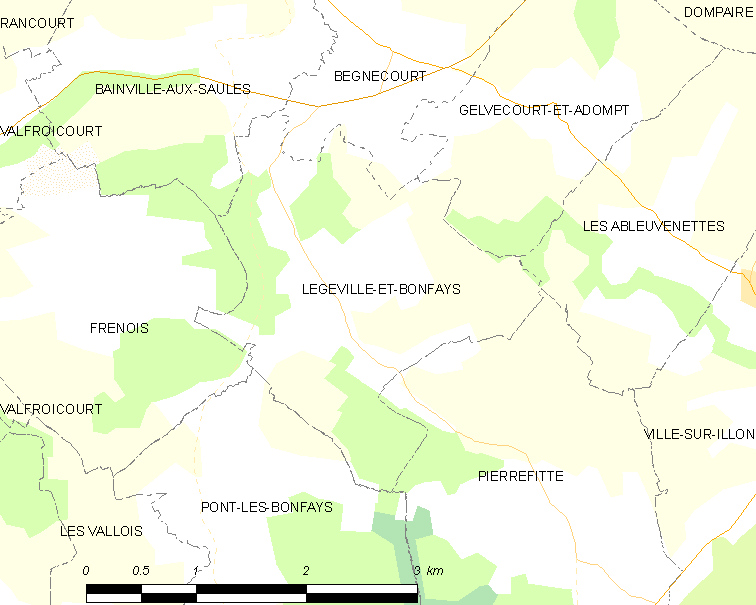
Situation géographique de Légéville-et-Bonfays.

| Bainville-aux-Saules | Begnécourt           | Gelvécourt-et-Adompt |
| Frénois              | Légéville-et-Bonfays | Les Ableuvenettes    |
| Pont-lès-Bonfays     |                      | Pierrefitte          |

### Hydrographie et les eaux souterraines
Hydrogéologie et climatologie : Système d’information pour la gestion des eaux souterraines du bassin Rhin-Meuse :
Territoire communal : Occupation du sol (Corinne Land Cover); Cours d'eau (BD Carthage),
Géologie : Carte géologique; Coupes géologiques et techniques,
 Hydrogéologie : Masses d'eau souterraine; BD Lisa; Cartes piézométriques.

#### Réseau hydrographique
La commune est située dans le bassin versant du Rhin au sein du bassin Rhin-Meuse. Elle est drainée par le Madon, le ruisseau de la Prairie, le ruisseau le Cendrier et le ruisseau le Ponce,.
Le Madon, d'une longueur totale de 96,9 km, prend sa source dans la commune de Vioménil et se jette dans la Moselle à Pont-Saint-Vincent, après avoir traversé 47 communes.

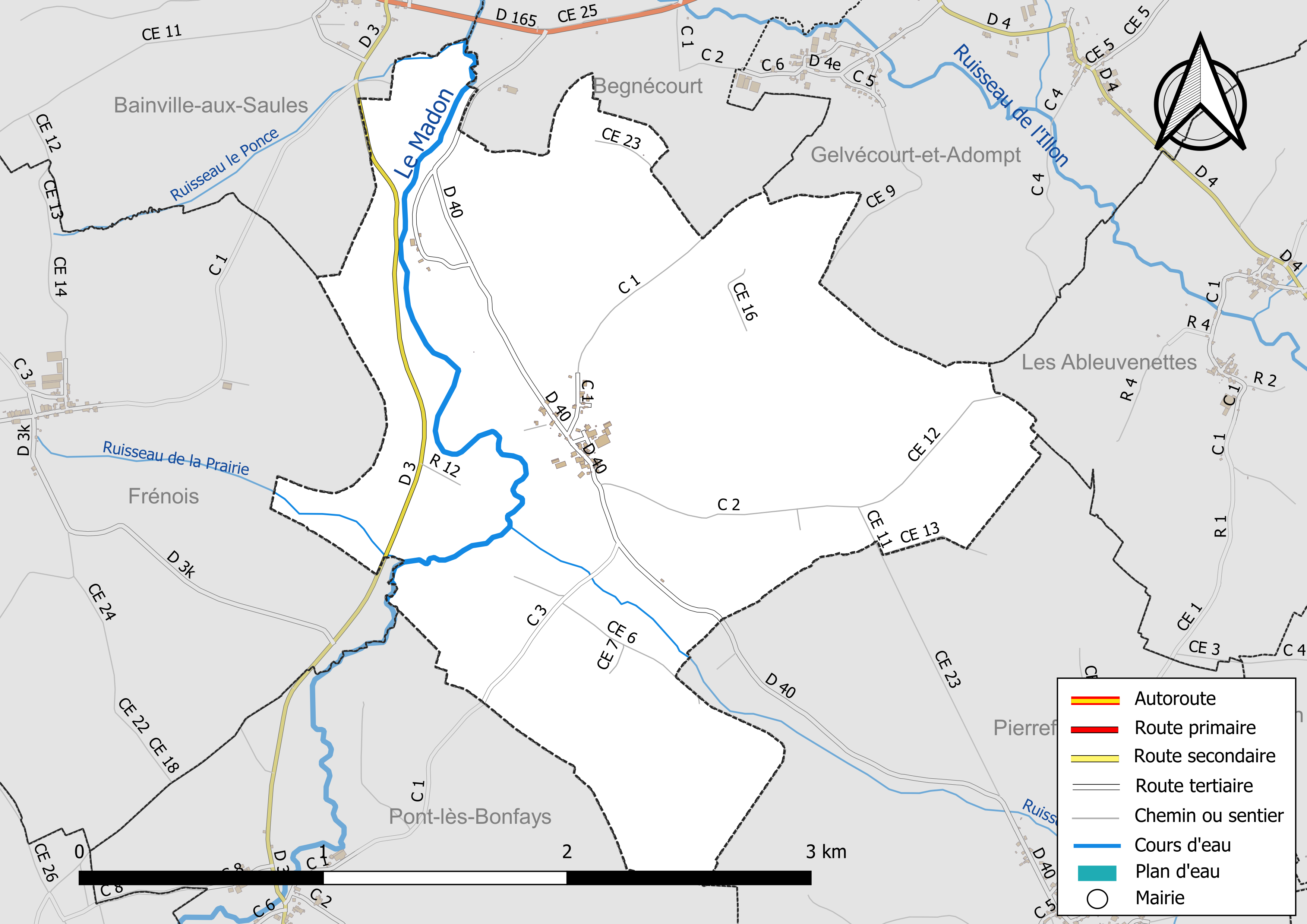
Réseaux hydrographique et routier de Légéville-et-Bonfays.

#### Gestion et qualité des eaux
Le territoire communal est couvert par le schéma d'aménagement et de gestion des eaux (SAGE) « Nappe des Grès du Trias Inférieur ». Ce document de planification, dont le territoire comprend le périmètre de la zone de répartition des eaux de la nappe des Grès du trias inférieur (GTI), d'une superficie de 1 497 km2,  est en cours d'élaboration. L’objectif poursuivi est de stabiliser les niveaux piézométriques de la nappe des GTI et atteindre l'équilibre entre les prélèvements et la capacité de recharge de la nappe. Il doit être cohérent avec les objectifs de qualité définis dans les SDAGE Rhin-Meuse et Rhône-Méditerranée. La structure porteuse de l'élaboration et de la mise en œuvre est le conseil départemental des Vosges.
La qualité des eaux de baignade et des cours d’eau peut être consultée sur un site dédié géré par les agences de l’eau et l’Agence française pour la biodiversité. 

### Climat
Pour des articles plus généraux, voir Climat du Grand Est et Climat des Vosges.
En 2010, le climat de la commune est de type climat des marges montargnardes, selon une étude du Centre national de la recherche scientifique s'appuyant sur une série de données couvrant la période 1971-2000. En 2020, Météo-France publie une typologie des climats de la France métropolitaine dans laquelle la commune est dans une zone de transition entre le climat océanique altéré et le climat océanique altéré et est dans la région climatique  Lorraine, plateau de Langres, Morvan, caractérisée par un hiver rude (1,5 °C), des vents modérés et des brouillards fréquents en automne et hiver. 
Pour la période 1971-2000, la température annuelle moyenne est de 9,7 °C, avec une amplitude thermique annuelle de 17 °C. Le cumul annuel moyen de précipitations est de 970 mm, avec 12,6 jours de précipitations en janvier et 9,8 jours en juillet. Pour la période 1991-2020, la température moyenne annuelle observée sur la station météorologique de Météo-France la plus proche, « Dommartin-aux-Bois_sapc », sur la commune de Dommartin-aux-Bois à 10 km à vol d'oiseau, est de 10,6 °C et le cumul annuel moyen de précipitations est de 908,9 mm. 
La température maximale relevée sur cette station est de 39,4 °C, atteinte le 25 juillet 2019 ; la température minimale est de −17,5 °C, atteinte le 20 décembre 2009,,. 
Les paramètres climatiques de la commune ont été estimés pour le milieu du siècle (2041-2070) selon différents scénarios d'émission de gaz à effet de serre à partir des nouvelles projections climatiques de référence DRIAS-2020. Ils sont consultables sur un site dédié publié par Météo-France en novembre 2022.

## Urbanisme

### Typologie
Au 1er janvier 2024, Légéville-et-Bonfays est catégorisée commune rurale à habitat dispersé, selon la nouvelle grille communale de densité à sept niveaux définie par l'Insee en 2022.
Elle est située hors unité urbaine. Par ailleurs la commune fait partie de l'aire d'attraction d'Épinal, dont elle est une commune de la couronne,. Cette aire, qui regroupe 118 communes, est catégorisée dans les aires de 50 000 à moins de 200 000 habitants,.

### Occupation des sols
L'occupation des sols de la commune, telle qu'elle ressort de la base de données européenne d’occupation biophysique des sols Corine Land Cover (CLC), est marquée par l'importance des territoires agricoles (75 % en 2018), en diminution par rapport à 1990 (78,3 %). La répartition détaillée en 2018 est la suivante : 
terres arables (35,7 %), forêts (25 %), prairies (21,4 %), zones agricoles hétérogènes (18 %). L'évolution de l’occupation des sols de la commune et de ses infrastructures peut être observée sur les différentes représentations cartographiques du territoire : la carte de Cassini (XVIIIe siècle), la carte d'état-major (1820-1866) et les cartes ou photos aériennes de l'IGN pour la période actuelle (1950 à aujourd'hui).

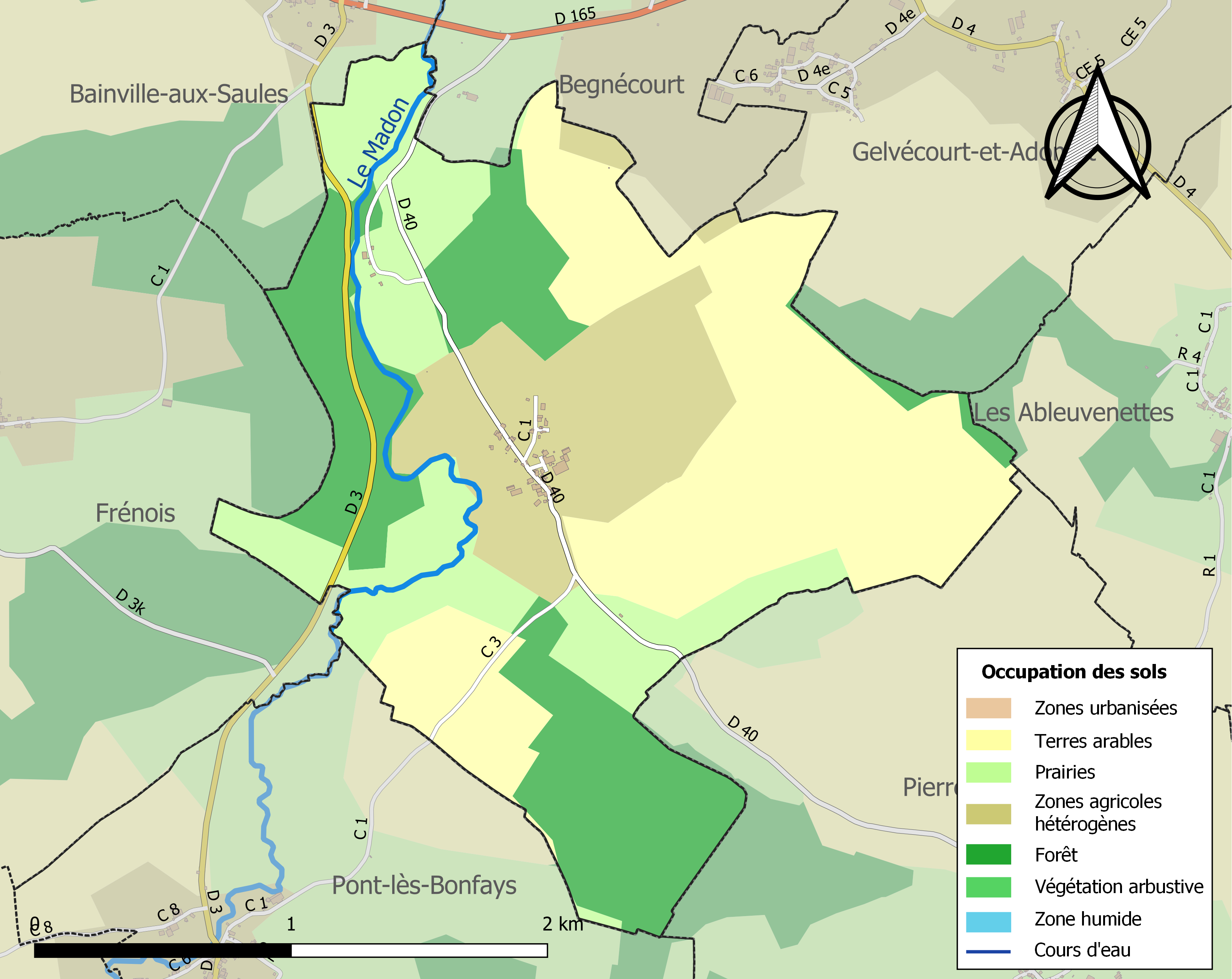
Carte des infrastructures et de l'occupation des sols de la commune en 2018 (CLC).

### Voies de communications et transports

#### Voies routières
- A31 (aussi appelée autoroute de Lorraine-Bourgogne). Échangeur Bulgnéville.

#### Transports en commun
- Fluo Grand Est.

#### Lignes SNCF
- Gare de Contrexéville
- Gare de Vittel
- Gare de Thaon

#### Transports aériens
- L'Aéroport d'Épinal-Mirecourt « Vosges Aéroport ».

À partir de l'été 2021, l’aéroport d’Épinal-Mirecourt est devenu le "pélicandrome" de la Zone Est et servira ainsi de base de ravitaillement et d’intervention pour les avions bombardiers d’eau connus sous le nom de Dash 8.

## Toponymie
Légéville est attesté sous les formes ? Liedalt villa ; juxta Lealdisvillam ; I. de Letaldivilla ; Lealdeivilla le ms. porte Lealdevilla… (xe siècle) ; Legeville (1213) ; Lygeyville (1303) ; Legeyville (1316) ; Lygieville (1324) ; Legierville (1414) ; Leigeville (1440) ; Legieville (1444) ; Ligeyville (1491) ; Ligeville (1594) ; Légéville et l’abbaye de Bonfay (1751).

Le toponyme en -villa indique que Légéville est certainement apparu lors de la vague de peuplement entre le 7e et le 9e siècle ap. J.-C. 
Légéville et Bonfays fusionnent entre 1790 et 1794.

Bonfays, ancien hameau, est attesté sous les formes ? Bonfagit (1044) ; Bonfail (1147) ; Ecclesia Sanctę Marię de Bonfail (1176) ; « Eccl. Beatæ Mariæ de Bono Fageto,… Bonfays » (1181) ; Abbas Bonifagii (1198) ; Bonfay (1219) ; Bomfaï (1256) ; Boinfaill (1261) ; Boinfayl (1274) ; Boinfaiy (1276) ; Boinfayi (1276) ; Bonfayt (1292) ; Boin Faï (1300) ; Bonfayl (1302) ; Bonfey (1304) ; Bonfeys (1320) ; Boinffaux (1360) ; Boinfays (1432) ; L’église de Nostre Dame de Bonfaïz (1434) ; Bonfaïx (1446) ; Bonffay (1465) ; Bonfahi (1503) ; Bonfays (1545) ; Bonfaïs (1779).

De l,oïl bon et faï « ensemble de hêtres », « bon bois de hêtres ».
Étymologie Légéville-et-Bonfays.

## Histoire
Le nom du village, Legeville, est attesté dès 1213. Légéville dépendait de la prévôté de Dompaire et du Bailliage de Vôge, puis du bailliage de Darney dès 1751. Au spirituel, étant annexe de Adompt, la commune dépendait du doyenné de Porsas.
La commune est formée des deux villages de Légéville et Bonfays. Le hameau de Bonfays possédait autrefois une abbaye de prémontrés, fondée en 1145 par Guillaume de Bernolle, seigneur d’Arches, qui y fit venir des religieux de Flabémont.
De 1790 à l’An IX, Légéville-et-Bonfays a fait partie du canton de Valfroicourt.

## Politique et administration

### Découpage territorial
Par arrêté préfectoral du 15 septembre 2023, la commune est retirée le 1er janvier 2024 de l'arrondissement d'Épinal et rattachée à l'arrondissement de Neufchâteau.

### Liste des maires
| Période                                  | Période                       | Identité     | Étiquette | Qualité |
| ---------------------------------------- | ----------------------------- | ------------ | --------- | ------- |
| Les données manquantes sont à compléter. |                               |              |           |         |
| mars 2001                                | En cours (au 18 février 2015) | Yves Dartois |           | [ 26 ]  |

### Budget et fiscalité 2023
En 2023, le budget de la commune était constitué ainsi :
- total des produits de fonctionnement : 76 000 €, soit 1 181 € par habitant ;
- total des charges de fonctionnement : 65 000 €, soit 1 023 € par habitant ;
- total des ressources d'investissement : 2 000 €, soit 25 € par habitant ;
- total des emplois d'investissement : 2 000 €, soit 28 € par habitant ;
- endettement : 0 €, soit 7 € par habitant.

Avec les taux de fiscalité suivants :
- taxe d'habitation : 21,03 % ;
- taxe foncière sur les propriétés bâties : 37,70 % ;
- taxe foncière sur les propriétés non bâties : 21,10 % ;
- taxe additionnelle à la taxe foncière sur les propriétés non bâties : 0,00 % ;
- cotisation foncière des entreprises : 0,00 %.

Chiffres clés Revenus et pauvreté des ménages en 2021 : médiane en 2021 du revenu disponible, par unité de consommation.

## Population et société

### Démographie

#### Évolution démographique
L'évolution du nombre d'habitants est connue à travers les recensements de la population effectués dans la commune depuis 1793. Pour les communes de moins de 10 000 habitants, une enquête de recensement portant sur toute la population est réalisée tous les cinq ans, les populations de référence des années intermédiaires étant quant à elles estimées par interpolation ou extrapolation. Pour la commune, le premier recensement exhaustif entrant dans le cadre du nouveau dispositif a été réalisé en 2004.

En 2022, la commune comptait 63 habitants, en évolution de +46,51 % par rapport à 2016 (Vosges : −2,96 %, France hors Mayotte : +2,11 %).
| 1793 | 1800 | 1806 | 1821 | 1831 | 1836 | 1841 | 1846 | 1856 |
| ---- | ---- | ---- | ---- | ---- | ---- | ---- | ---- | ---- |
| 112  | 145  | 156  | 154  | 157  | 177  | 168  | 197  | 180  |

| 1861 | 1866 | 1876 | 1881 | 1886 | 1891 | 1896 | 1901 | 1906 |
| ---- | ---- | ---- | ---- | ---- | ---- | ---- | ---- | ---- |
| 178  | 189  | 173  | 145  | 133  | 128  | 114  | 112  | 88   |

| 1911 | 1921 | 1926 | 1931 | 1936 | 1946 | 1954 | 1962 | 1968 |
| ---- | ---- | ---- | ---- | ---- | ---- | ---- | ---- | ---- |
| 98   | 74   | 67   | 70   | 54   | 55   | 64   | 87   | 64   |

| 1975 | 1982 | 1990 | 1999 | 2004 | 2006 | 2009 | 2014 | 2019 |
| ---- | ---- | ---- | ---- | ---- | ---- | ---- | ---- | ---- |
| 45   | 56   | 67   | 59   | 60   | 68   | 55   | 45   | 61   |

| 2022 | - | - | - | - | - | - | - | - |
| ---- | - | - | - | - | - | - | - | - |
| 63   | - | - | - | - | - | - | - | - |

### Enseignement
Établissements d'enseignements :
- Écoles maternelles à Bainville-aux-Saules, Les Vallois, Lerrain, Dompaire, Escles.
- Écoles primaires à Begnécourt, Ville-sur-Illon, Lerrain, Sans-Vallois, Valfroicourt.
- Collèges à Dompaire, Mirecourt, Vittel, Contrexéville, Mandres-sur-Vair.
- Lycées à Harol, Mirecourt, Contrexéville, Mandres-sur-Vair.

### Santé
Professionnels et établissements de santé : 
- Médecins à Lerrain, Dompaire, Remoncourt, Damas-et-Bettegney, Mattaincourt, Girancourt, Charmois-l'Orgueilleux, Mirecourt.
- Pharmacies à Lerrain, Dompaire, Remoncourt, Mattaincourt, Girancourt, Mirecourt.
- Hôpitaux à Ville-sur-Illon, Mattaincourt, Mirecourt.

### Cultes
- Culte catholique, Paroisse La-Croix-de-Virine[35], Diocèse de Saint-Dié.

## Économie

### Entreprises et commerces
- Commerces et services de proximité[36].

## Culture locale et patrimoine

### Lieux et monuments

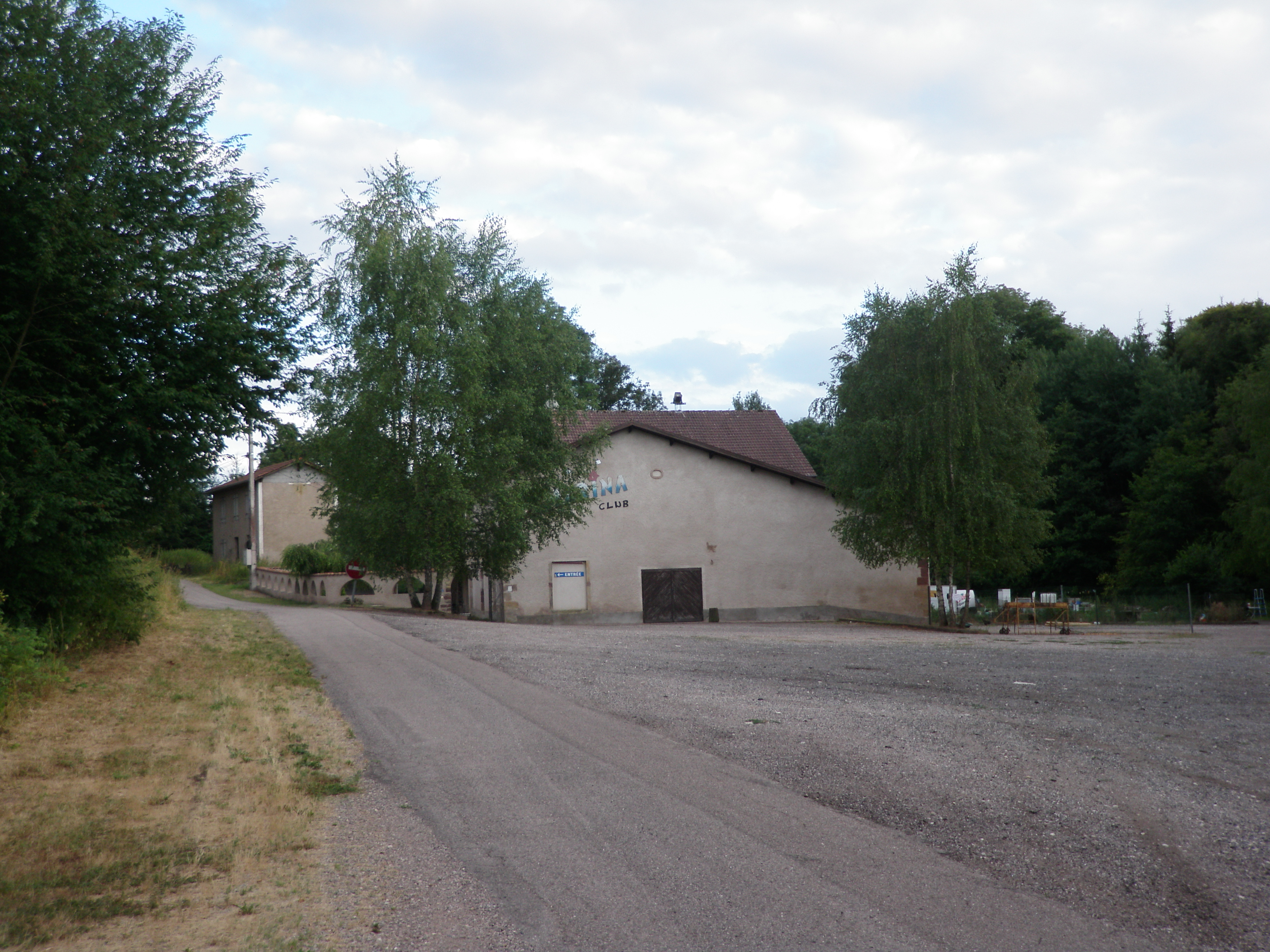
Hameau de Bonfays. L'ancienne discothèque Le Marina, aujourd'hui « Le Replay », et son parking[37]  occupent actuellement le nord de l'ancienne abbaye.
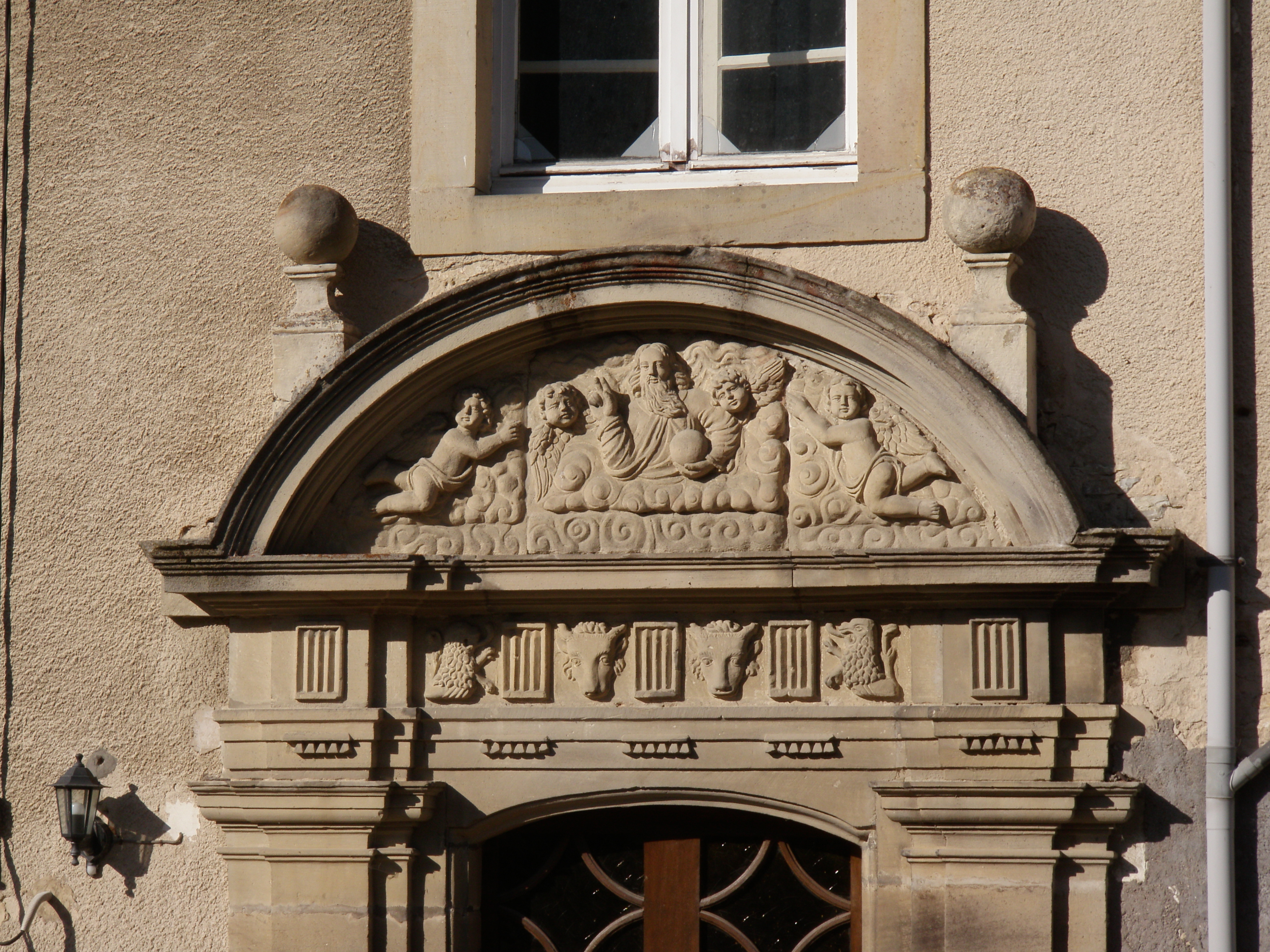
Fronton de la porte de l'abbatiale Notre-Dame de Bonfays, encastrée dans une maison de Ville-sur-Illon[38].

La commune a la particularité de ne pas avoir d'église.
- Abbaye Notre-Dame de Bonfays[39], abbaye de l'ordre des Prémontrés, dans le diocèse de Toul puis de Saint-Dié. Fondée vers 1145[40], ses moines furent expulsés en 1790. Des bâtiments de l'abbaye, il ne subsiste que quelques traces dans le hameau de Bonfays[41],[42].
- Patrimoine rural recensé par le service régional de l'Inventaire général du patrimoine culturel[43],[44].
- Fontaine-lavoir[45],[46].
- Monument aux morts[47].

Le cimetière est isolé à proximité d’Adompt à partir de 1855.
Cimetière de l'abbaye de Bonfays, au Sud-Est de l'ancienne abbaye.

### Personnalités liées à la commune
- Simonin De Passavant-Monthureux-le-Sec. Il meurt bienfaiteur de l’abbaye de Bonfays, après juillet 1355[49].
- Monthureux-le-Sec : seigneurie de Grésil. (1232-XVIIe siècle)[50]

### Héraldique, logotype et devise
Commune sans blason.

## Pour approfondir